# 올레 크비스트
올레 크비스트(덴마크어: Ole Qvist, 1950년 2월 25일, 덴마크 수도 지역 코펜하겐 ~)는 덴마크의 전직 프로 축구 선수로, 현역 시절 KB에서 골키퍼로 활약했고, 1979년부터 1986년까지 덴마크 국가대표팀 경기에 39번 출전했다. 그는 유로 1984의 4경기에 모두 출전했다. 그는 1986년 월드컵에도 참가했지만, 한 경기도 출전하지 못했다.
현역 시절, 그는 모터사이클 교통 부서 소속 경찰관을 겸직했다. 그의 아들 라세 크비스트도 축구 선수였다. 그의 부친 한스 크비스트는 덴마크의 저명한 만화가였다.